# Tetyda (księżyc)
Tetyda (też: Tethys; Saturn III) – piąty co do wielkości księżyc Saturna. Jest prawie pięć razy mniejsza od Tytana. Mała gęstość Tetydy pozwala przypuszczać, że jest to księżyc lodowy, podobnie jak Dione i Rea, i składa się ona prawie w całości z lodu wodnego.
Księżyc ten odkrył Giovanni Cassini 21 marca 1684 roku.
Nazwa pochodzi od bogini Tetydy z mitologii greckiej.

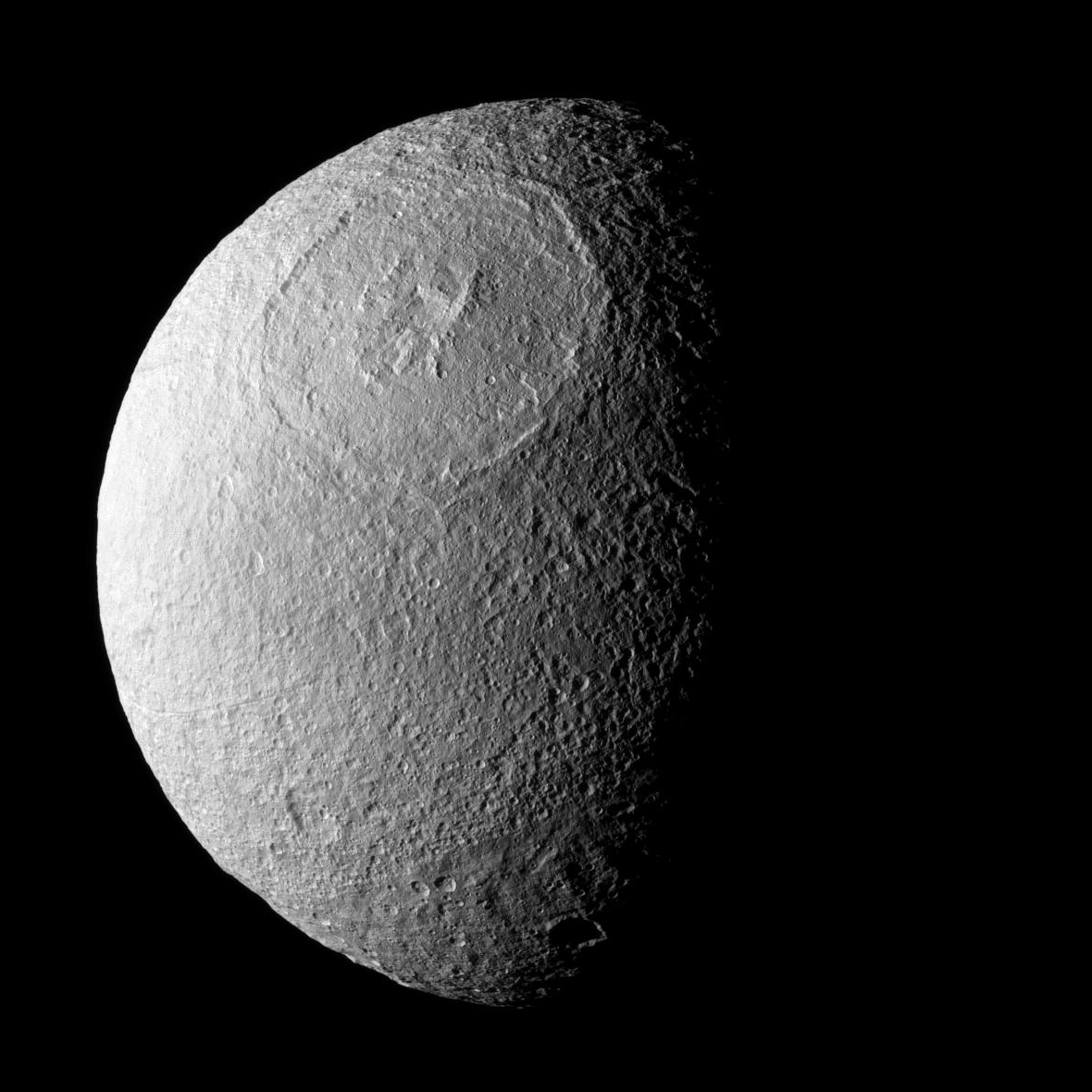
Tedyda na zdjęciu z sondy Cassini, widoczny krater Odyseusz

## Odkrycie i nazwanie
Tetyda została odkryta przez Giovanniego Domenico Cassiniego w 1684 roku wraz z Dione, innym księżycem Saturna. Cassini obserwował te księżyce za pomocą dużego teleskopu powietrznego w Obserwatorium Paryskim.
Cassini nazwał 4 odkryte przez siebie satelity “gwiazdami Ludwika” (łac. Sidera Lodoicea) na cześć króla Francji Ludwika XIV. Stąd nazwa Saturn III (“trzeci księżyc Saturna”).
Współczesną nazwę satelity zaproponował John Herschel (syn Williama Herschela, odkrywcy m.in. Enceladusa). W 1847 roku w swojej publikacji wyników astronomicznych Results of Astronomical Observations made at the Cape of Good Hope Herschel zaproponował nazwanie siedmiu znanych wówczas satelitów Saturna imionami tytanów.
Tetyda bywa również określana jako Saturn III lub S III Tethys.

## Właściwości fizyczne

### Powierzchnia
Zachodnia półkula jest zdominowana przez potężny, choć płytki, krater uderzeniowy Odyseusz, którego średnica wynosząca 400 km to prawie 2/5 średnicy Tetydy. Fakt, że tak potężne uderzenie nie rozerwało księżyca na kawałki pozwala sądzić, że w momencie uderzenia był on w stanie płynnym lub przynajmniej półpłynnym. Krawędź krateru i jego środek w dużej mierze zawaliły się, tworząc płytkie centrum, co także sugeruje, że teren ten był wystarczająco elastyczny, aby zmienić swój kształt. Kratery uderzeniowe, które wtedy powstały, „wygładzały” swoje kształty.
Drugim elementem charakterystycznym Tetydy jest wielka dolina Ithaca Chasma (nazwana po krainie, której władcą był Odyseusz), rozciągająca się od bieguna północnego po biegun południowy księżyca, o długości 2000 km – czyli 3/4 obwodu Tetydy, szeroka na 100 km i głęboka na 3–5 km. Mogła powstać wskutek przemieszczania się płynnej jeszcze wody, (która stopniowo zamarzała, zwiększając swoją objętość), po zlodowaciałej już wcześniej powierzchni Tetydy. Alternatywna teoria zakłada, że siły uderzenia, które uformowały krater Odyseusz, wpłynęły także na ostateczny kształt doliny Ithaca Chasma, zwłaszcza że obiekty te leżą po przeciwnych stronach księżyca. Dolina i otaczający ją obszar są mocno pokryte kraterami, co wskazuje, że powstały stosunkowo dawno.
Półkula północna księżyca ma jaśniejszy kolor i jest bardziej zniekształcona przez lata bombardowań, bliżej równika natomiast teren jest ciemniejszy i zawiera mniej kraterów.

### Skład
Gęstość Tetydy wynosi 0,97 gęstości wody płynnej, co oznacza, że księżyc ten prawdopodobnie składa się prawie całościowo z lodu i małej ilości skał.
Tetyda ma wysoki współczynnik odbicia wynoszący 1,129 dla światła widzialnego, co ponownie sugeruje, że skład Tetydy to głównie zamarznięta woda. Wiele den kraterów pozostaje jasna, co również wskazuje na obecność lodu wodnego. Co więcej, Tetyda jest bombardowana przez wodno-lodowe odłamki pochodzące z pierścienia E Saturna, generowane przez gejzery Enceladusa.

## Orbita
Księżyc krąży wokół Saturna po orbicie kołowej, z okresem obiegu 45h 18m 26s. Dwa nieregularne księżyce planety, Telesto i Kalipso, poruszają się po tej samej orbicie co Tetyda w punktach Lagrange’a, są więc tzw. księżycami trojańskimi. Telesto to nieregularny obiekt, który orbituje 60° przed Tetydą. Kalipso to nieregularny obiekt, który orbituje 60° za Tetydą. Znajdują się kolejno w punktach L4 i L5 orbity.
Tetyda znajduje się w synchronicznej rotacji z Saturnem wskutek procesów związanych ze zjawiskami pływowymi, co oznacza, że jedna jej strona zawsze zwrócona jest ku planecie, a druga nigdy (podobnie jak w przypadku Księżyca i Ziemi).